# Ceutorhynchus arquatus
Ceutorhynchus arquatus är en skalbaggsart som först beskrevs av Herbst 1795.  Ceutorhynchus arquatus ingår i släktet Ceutorhynchus, och familjen vivlar. Enligt den finländska rödlistan är arten sårbar i Finland. Arten har ej påträffats i Sverige. Artens livsmiljö är fuktiga gräsmarker, dikesrenar.